# Chris Noonan
Christopher Noonan (Sydney, 14 de novembro de 1952) é um cineasta australiano. Ele é mais conhecido por ter dirigido o filme infantil Babe (1995), pelo qual foi indicado ao Oscar de Melhor Diretor e de Melhor Roteiro Adaptado.

## Biografia
Encorajado pelo pai, Noonan criou seu primeiro curta-metragem, Could It Happen Here?, aos dezesseis anos de idade. Essa produção venceu um prêmio no Festival de Cinema de Sydney e também foi exibida na televisão australiana. Em 1970, concluiu seus estudos e foi trabalhar na Commomwealth Film Unit (atual Film Australia), onde desempenhou as funções de assistente de produção, assistente de edição, gerente de produção e assistente de direção, realizando curtas-metragens e documentários.
Em 1973, Noonan cursou direção cinematográfica na Australian Film Television and Radio School, onde foi colega de Phillip Noyce. Em 1974, retornou à Film Australia, onde trabalhou em vários filmes e documentários. Em 1979, fundou sua própria produtora e, em 1980 documentou a vida de uma trupe de atores deficientes, no aclamado Stepping Out, que venceu o Prêmio da UNESCO em 1980 e o Prêmio do Australian Film Institute de "Melhor Documentário" em 1981. Entre 1987 e 1988, Noonan serviu como Presidente da Associação de Diretores de Cinema da Austrália e, em 1990, foi nomeado Presidente da Comissão Australiana de Cinema por um período de três anos.
Em 1995, em parceria com George Miller, escreveu o roteiro de Babe, adaptação de um livro infantil de Dick King-Smith, e também assumiu a direção do filme, seu primeiro longa-metragem lançado nos cinemas. Babe foi disponibilizado em 18 idiomas e arrecadou internacionalmente 280 milhões de dólares, com acréscimo de 217 milhões de vendas em mídia doméstica em todo o mundo, e recebeu sete indicações ao Oscar (incluindo indicações para Noonan pela direção e roteiro). A obra foi reconhecida com várias outras honras, incluindo nomeações ao Prêmio BAFTA de melhor filme e roteiro adaptado.
Em 2006, dirigiu o filme biográfico Miss Potter, baseado na vida de Beatrix Potter, escritora de literatura infantil. Desde então, tem participado de trabalhos menores no cinema e se dedicado a algumas séries de televisão como, por exemplo, Crownies, para a qual dirigiu dois episódios em 2011. Noonan tem planos para um longa intitulado The Third Witch, um reconto da obra Macbeth, de William Shakespeare, a partir da perspectiva de uma das Três Bruxas do enredo.

## Filmografia

### Cinema
- 1973: Bulls (diretor e roteirista)
- 1980: Stepping Out (diretor, roteirista e produtor)
- 1995: Babe (diretor e roteirista)
- 1999: Feeling Sexy (produtor executivo)
- 2006: Miss Potter (diretor)
- 2010: Ticket Out (produtor executivo)

### Televisão
- 1978: Cass (diretor; telefilme)
- 1984: The Cowra Breakout (diretor e roteirista; minissérie)
- 1987: Vietnam (diretor e roteirista; minissérie)
- 1988: The Riddle of the Stinson (diretor; telefilme)
- 1989: Police State (diretor e roteirista; telefilme)
- 2011: Crownies (diretor; 2 episódios)
- 2013: The Time of Our Lives (diretor; 1 episódio)

### Outros créditos
- 1974: 27A (designer de título)
- 1974: The Cars That Ate Paris (diretor assistente)
- 1996: Idiot Box (ator)
- 2000: A Wreck, a Tangle (agradecimentos)
- 2003: Preservation (diretor mentor)
- 2004: Somersault (orientador de roteiro)